# Francis Coquelin
Francis Joseph Coquelin (Laval, 13 de mayo de 1991) es un futbolista francés que juega como centrocampista en el F. C. Nantes de la Ligue 1.

## Trayectoria

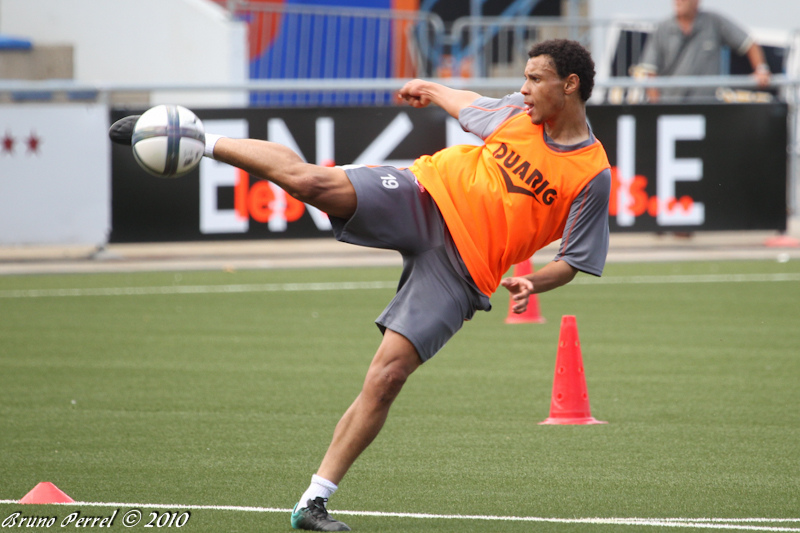
Coquelin en Lorient

Coquelin inició su carrera futbolística en el AS du Bourny entre el año 2000 y 2005. Ese año se incorporó a la cantera del Stade Lavallois, donde permaneció hasta que, en julio de 2008, fue captado por un ojeador del Arsenal para el club inglés.
Este futbolista francés debutó, el 23 de septiembre de 2008, en un partido de la Carling Cup contra el Sheffield United, remplazando en el minuto 71' a Fran Mérida. No participó en ningún encuentro más con el primer equipo, mientras que en la siguiente campaña jugó tres encuentros oficiales. Tras dos temporadas como jugador del Arsenal reservas, en la temporada 2010-11, fue cedido al Lorient de la Ligue 1 para seguir con su formación. Regresó al Arsenal para la campaña 2011-12 como jugador del primer equipo, aunque sin conseguir consolidarse como un jugador importante, por lo que, fue cedido al Friburgo durante la temporada 2013-14.
Ante la falta de oportunidades al inicio de la campaña 2014-15 fue cedido al Charlton Athletic en el mes de noviembre. Sin embargo, las lesiones de varios futbolistas del Arsenal provocaron el regreso del jugador francés a mediados de diciembre. Además, consiguió convertirse en un jugador importante para Arsène Wenger, ganándose el puesto de titular hasta final de temporada. Inició la campaña 2015-16 como titular, hasta que el 21 de noviembre cayó lesionado de la rodilla derecha. A su regreso, en el mes de febrero, volvió a ser titular en una decena de encuentros hasta que acabó la temporada. En la campaña 2016-17 alcanzó su récord de partidos oficiales hasta la fecha, con 39 encuentros oficiales disputados.
El 11 de enero de 2018 fue traspasado al Valencia C. F. a cambio de doce millones de euros, firmando un contrato hasta junio de 2022. El 13 de enero debutó como titular en la victoria por 1 a 2 ante el Deportivo de la Coruña. Un mes más tarde, el 17 de febrero, logró su primer gol en la victoria por 1 a 2 ante el Málaga C. F. Sin embargo, el 16 de marzo sufrió una rotura del tendón de Aquiles de su pierna derecha, durante un entrenamiento, que le tuvo apartado de los terrenos de juego durante seis meses.
Tras dos temporadas y media en las que disputó 89 partidos con el conjunto che, el 12 de agosto de 2020 se hizo oficial su traspaso al Villarreal C. F. para las siguientes cuatro temporadas. Quedó libre pasado ese tiempo, en el que jugó 107 encuentros y ganó la Liga Europa de la UEFA 2020-21.
El 31 de enero de 2025, tras más de seis meses sin equipo, fichó por el F. C. Nantes para lo que restaba de campaña.

## Selección nacional
Ha sido internacional en las categorías inferiores de la selección francesa (sub-17, sub-18, sub-19, sub-20 y sub-21). Fue campeón del Europeo sub-19 de 2010 en la final disputada ante España.

## Estadísticas

### Clubes
Actualizado al último partido disputado el 17 de mayo de 2025.
| Club                               | Div.          | Temporada     | Liga  | Liga  | Copas nacionales | Copas nacionales | Copas internacionales | Copas internacionales | Total | Total |
| Club                               | Div.          | Temporada     | Part. | Goles | Part.            | Goles            | Part.                 | Goles                 | Part. | Goles |
| ---------------------------------- | ------------- | ------------- | ----- | ----- | ---------------- | ---------------- | --------------------- | --------------------- | ----- | ----- |
| Arsenal F. C. Inglaterra           | 1.ª           | 2008-09       | 0     | 0     | 1                | 0                | 0                     | 0                     | 1     | 0     |
| Arsenal F. C. Inglaterra           | 1.ª           | 2009-10       | 0     | 0     | 3                | 0                | 0                     | 0                     | 3     | 0     |
| F. C. Lorient Francia              | 1.ª           | 2010-11       | 24    | 1     | 1                | 0                | —                     | —                     | 25    | 1     |
| F. C. Lorient Francia              | Total club    | Total club    | 24    | 1     | 1                | 0                | 0                     | 0                     | 25    | 1     |
| F. C. Lorient "II" Francia         | 4.ª           | 2010-11       | 2     | 0     | —                | —                | —                     | —                     | 2     | 0     |
| F. C. Lorient "II" Francia         | Total club    | Total club    | 2     | 0     | 0                | 0                | 0                     | 0                     | 2     | 0     |
| Arsenal F. C. Inglaterra           | 1.ª           | 2011-12       | 10    | 0     | 6                | 0                | 1                     | 0                     | 17    | 0     |
| Arsenal F. C. Inglaterra           | 1.ª           | 2012-13       | 11    | 0     | 5                | 0                | 6                     | 0                     | 22    | 0     |
| S. C. Friburgo · Alemania          | 1.ª           | 2013-14       | 16    | 0     | 3                | 0                | 5                     | 1                     | 24    | 1     |
| S. C. Friburgo · Alemania          | Total club    | Total club    | 16    | 0     | 3                | 0                | 5                     | 1                     | 24    | 1     |
| Charlton Athletic F. C. Inglaterra | 2.ª           | 2014-15       | 5     | 0     | —                | —                | —                     | —                     | 5     | 0     |
| Charlton Athletic F. C. Inglaterra | Total club    | Total club    | 5     | 0     | 0                | 0                | 0                     | 0                     | 5     | 0     |
| Arsenal F. C. Inglaterra           | 1.ª           | 2014-15       | 22    | 0     | 6                | 0                | 2                     | 0                     | 30    | 0     |
| Arsenal F. C. Inglaterra           | 1.ª           | 2015-16       | 26    | 0     | 3                | 0                | 6                     | 0                     | 35    | 0     |
| Arsenal F. C. Inglaterra           | 1.ª           | 2016-17       | 29    | 0     | 4                | 0                | 6                     | 0                     | 39    | 0     |
| Arsenal F. C. Inglaterra           | 1.ª           | 2017-18       | 7     | 0     | 2                | 0                | 4                     | 0                     | 13    | 0     |
| Arsenal F. C. Inglaterra           | Total club    | Total club    | 105   | 0     | 30               | 0                | 25                    | 0                     | 160   | 0     |
| Valencia C. F. · España            | 1.ª           | 2017-18       | 9     | 1     | 2                | 0                | —                     | —                     | 11    | 1     |
| Valencia C. F. · España            | 1.ª           | 2018-19       | 26    | 0     | 5                | 0                | 11                    | 0                     | 42    | 0     |
| Valencia C. F. · España            | 1.ª           | 2019-20       | 26    | 0     | 4                | 0                | 6                     | 0                     | 36    | 0     |
| Valencia C. F. · España            | Total club    | Total club    | 61    | 1     | 11               | 0                | 17                    | 0                     | 89    | 1     |
| Villarreal C. F. · España          | 1.ª           | 2020-21       | 22    | 0     | 3                | 0                | 7                     | 0                     | 32    | 0     |
| Villarreal C. F. · España          | 1.ª           | 2021-22       | 20    | 2     | 0                | 0                | 8                     | 1                     | 28    | 3     |
| Villarreal C. F. · España          | 1.ª           | 2022-23       | 16    | 1     | 2                | 1                | 7                     | 1                     | 25    | 3     |
| Villarreal C. F. · España          | 1.ª           | 2023-24       | 17    | 0     | 1                | 0                | 4                     | 0                     | 22    | 0     |
| Villarreal C. F. · España          | Total club    | Total club    | 75    | 3     | 6                | 1                | 26                    | 2                     | 107   | 6     |
| F. C. Nantes "II" Francia          | 5.ª           | 2024-25       | 1     | 0     | —                | —                | —                     | —                     | 1     | 0     |
| F. C. Nantes "II" Francia          | Total club    | Total club    | 1     | 0     | 0                | 0                | 0                     | 0                     | 1     | 0     |
| F. C. Nantes Francia               | 1.ª           | 2024-25       | 6     | 1     | —                | —                | —                     | —                     | 6     | 1     |
| F. C. Nantes Francia               | Total club    | Total club    | 6     | 1     | 0                | 0                | 0                     | 0                     | 6     | 1     |
| Total carrera                      | Total carrera | Total carrera | 295   | 6     | 51               | 1                | 73                    | 3                     | 419   | 10    |
| 1. 2.                              |               |               |       |       |                  |                  |                       |                       |       |       |

## Palmarés

### Campeonatos nacionales
| Título           | Club           | País       | Año     |
| ---------------- | -------------- | ---------- | ------- |
| Community Shield | Arsenal F. C.  | Inglaterra | 2014    |
| FA Cup           | Arsenal F. C.  | Inglaterra | 2014-15 |
| Community Shield | Arsenal F. C.  | Inglaterra | 2015    |
| FA Cup           | Arsenal F. C.  | Inglaterra | 2016-17 |
| Copa del Rey     | Valencia C. F. | España     | 2018-19 |

### Campeonatos internacionales
| Título                      | Club (*)         | Sede    | Año  |
| --------------------------- | ---------------- | ------- | ---- |
| Campeonato de Europa sub-19 | Francia sub-19   | Francia | 2010 |
| Liga Europa de la UEFA      | Villarreal C. F. | Gdansk  | 2021 |

(*) Incluyendo la selección.